# (4649) Sumoto
(4649) Sumoto es un asteroide perteneciente al cinturón de asteroides descubierto por Margueritte Laugier desde el Observatorio de Niza, Francia, el 20 de diciembre de 1936.

## Designación y nombre
Sumoto recibió al principio la designación de 1936 YD.
Posteriormente se nombró por la ciudad japonesa de Sumoto.

## Características orbitales
Sumoto orbita a una distancia media del Sol de 2,745 ua, pudiendo alejarse hasta 3,077 ua y acercarse hasta 2,412 ua. Su inclinación orbital es 15,42° y la excentricidad 0,121. Emplea 1661 días en completar una órbita alrededor del Sol.